# 61 Danaë
61 Danaë este un asteroid din centura principală, descoperit pe 9 septembrie 1860, de Hermann Goldschmidt.